# Prinsengrachtconcert

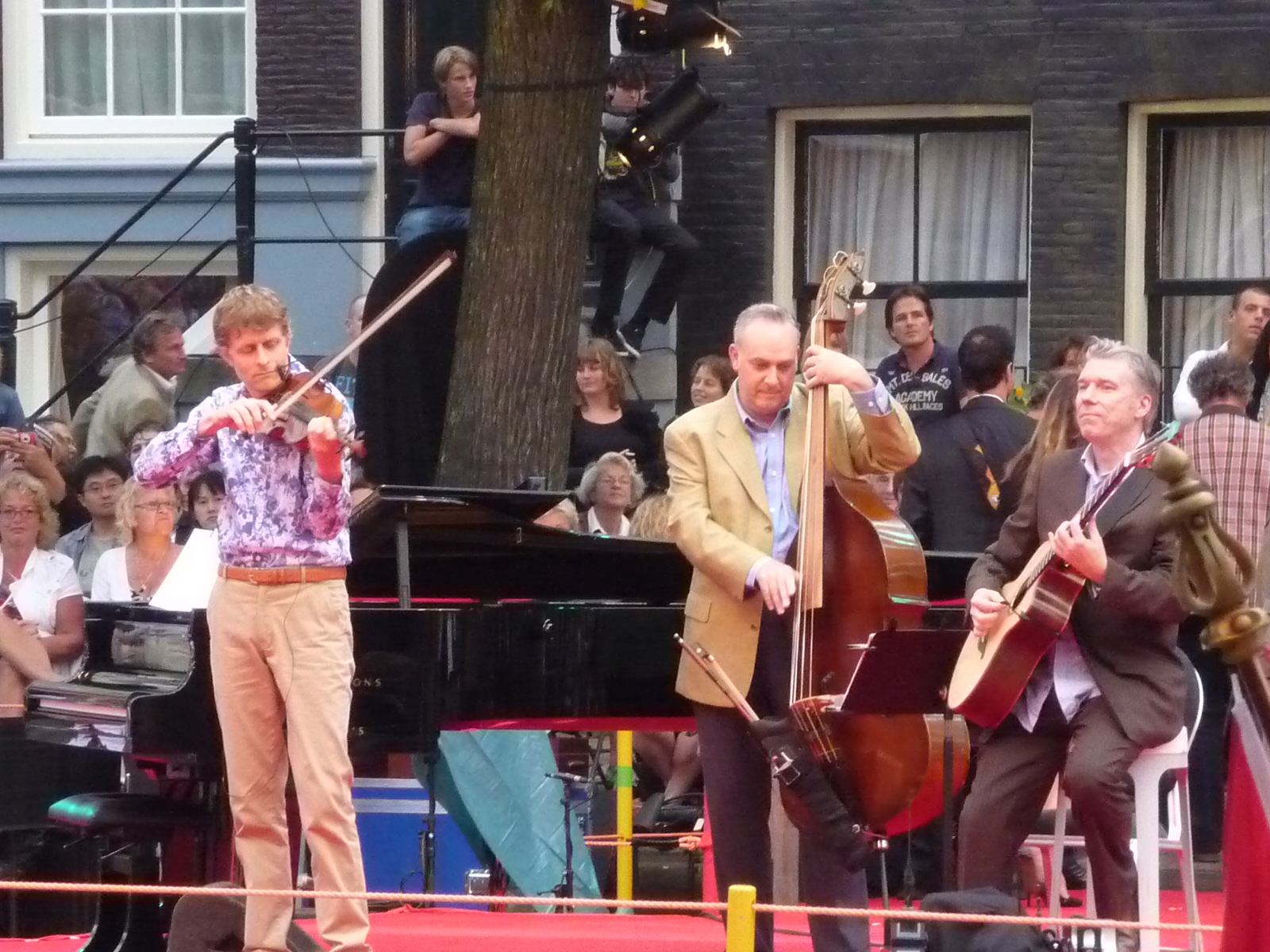
Tim Kliphuis Trío en 2011

El Prinsengrachtconcert es un concierto anual de música clásica al aire libre que se celebra anualmente en agosto desde 1981 en el Prinsengracht de Ámsterdam. La orquesta está situada en un pontón anclado frente al Hotel Pulitzer; gran parte del público mira y escucha desde los barcos. Tradicionalmente, el concierto se cierra con la interpretación de uno de los himnos de la ciudad, "Aan de Amsterdamse grachten".
Desde 1984 es televisado por la AVRO. Desde 1998 forma parte del Grachtenfestival, aunque todavía se organiza de forma independiente; el primer concierto de Prinsengracht sobre hielo se celebró en febrero de 2012.